# Enrico Letta
Pour les articles homonymes, voir Letta.
Enrico Letta (/enˈriːko ˈlɛtta/) est un homme d'État italien membre du Parti démocrate (PD), né le 20 août 1966 à Pise (Toscane).
Neveu du journaliste Gianni Letta, il entre en politique dans le giron de la gauche démocrate chrétienne, intégrant successivement la Démocratie chrétienne puis le Parti populaire italien.
Il devient à 32 ans ministre pour les Politiques communautaires en 1998, et devient ainsi le plus jeune ministre de l'histoire italienne. Il est nommé ministre de l'Industrie l'année suivante, et conserve cette fonction jusqu'en 2001. Il est alors élu député puis député européen en 2004, avant de retourner sur les bancs de la Chambre des députés en 2006. Romano Prodi en fait alors son secrétaire d'État à la présidence du Conseil des ministres.
Candidat à la primaire du Parti démocrate en 2007, il échoue face à Walter Veltroni puis repasse dans l'opposition après les élections parlementaires de 2008. En 2009, le nouveau secrétaire du PD Pier Luigi Bersani en fait son adjoint.
Deux mois après les élections parlementaires de 2013, il est nommé président du Conseil des ministres et forme un gouvernement de grande coalition. Il démissionne un an plus tard, à la suite d’un vote de défiance de la direction du PD, Matteo Renzi lui succédant. Il quitte alors la vie politique et rejoint le monde académique, notamment Sciences Po Paris.
Il revient en politique en mars 2021, en se faisant élire au secrétariat du Parti démocrate, peu après la formation du gouvernement de large entente du technocrate Mario Draghi. L'échec du centre gauche aux élections parlementaires de 2022 le conduit à quitter la direction du PD.

## Famille et études
Enrico Letta, naît le 20 août 1966 à Pise. Il passe son enfance à Strasbourg.
Il est l'un des deux fils de Giorgio Letta (it) et le neveu de Gianni Letta, homme politique et proche de Silvio Berlusconi. Divorcé et remarié en secondes noces à la journaliste Gianna Fregonara, Enrico Letta est le père de trois enfants.
Après avoir obtenu sa laurea en science politique à l'université de Pise, il poursuit des études de doctorat en droit communautaire à l'École supérieure Sainte-Anne de Pise.

## Parcours politique

### Débuts
Membre de la Démocratie chrétienne (DC), puis du Parti populaire italien (PPI), il est désigné président des Jeunes chrétiens-démocrates européens pour quatre ans, en 1991.
À la suite de la victoire de L'Olivier, une coalition de centre gauche dont le PPI fait partie, aux élections générales de 1996, il est nommé secrétaire général du « comité euro » du ministère du Trésor. Il démissionne en 1997, pour prendre les fonctions de vice-secrétaire du PPI.

### Ministre
Le 21 octobre 1998, Enrico Letta est assermenté ministre sans portefeuille, délégué aux Politiques communautaires, dans le premier gouvernement de coalition du social-démocrate Massimo D'Alema. À 32 ans, il est le plus jeune ministre du régime républicain.
À la formation du gouvernement D'Alema II le 21 décembre 1999, il devient ministre de plein exercice et prend la direction du ministère de l'Industrie, du Commerce et de l'Artisanat. Il est confirmé à ce poste le 25 avril 2000, quand le gouvernement de Giuliano Amato prend la suite de celui de D'Alema.
Élu député du Piémont aux élections générales d'avril 2001, qui voient la victoire de la Maison des libertés (CDL) de Silvio Berlusconi, il rejoint, en 2002 Démocratie et liberté - La Marguerite (DL), parti chrétien-social de centre gauche qui succède au PPI.

### Bras droit de Romano Prodi
À l'occasion des élections européennes de juin 2004, il est élu député européen de la circonscription Nord-est, sur la liste Unis dans l'Olivier. Au Parlement européen, il s'inscrit au groupe de l'Alliance des démocrates et des libéraux pour l'Europe (ADLE).
Il est réélu deux ans plus tard à la Chambre des députés, devenant ainsi représentant de la Lombardie sous les couleurs de la coalition L'Union à l'occasion des élections générales italiennes d'avril 2006. Il démissionne donc de son mandat européen.
Le 8 mai, il revient au gouvernement au poste stratégique de secrétaire d'État à la présidence du Conseil des ministres. Il est ainsi placé sous l'autorité directe de Romano Prodi.

### Cadre du Parti démocrate

#### Candidat à la primaire de 2007
Il intègre le 23 mai 2007 le comité national préfigurant la constitution du Parti démocrate (PD), qui rassemble 45 personnes travaillant à la fusion des Démocrates de gauche (DS) et de DL dans un parti unique cherchant à transcender le clivage entre la gauche et la droite.
Il déclare, le 24 juillet, sa candidature à la primaire devant désigner le secrétaire du parti. En lieu et place d'une conférence de presse, d'un entretien dans un quotidien ou même d'un meeting, il se lance par une vidéo postée sur YouTube, un cas de figure inédit en Italie. Il cherche ainsi à se présenter comme le candidat « jeune » de cette élection. Il reçoit les soutiens de l'ancien ministre Paolo De Castro, du député européen Gianni Pittella, du président de la Basilicate Vito De Filippo ou encore du président de la province autonome de Trente Lorenzo Dellai.
Lors du vote le 14 octobre 2007, il réunit 391 775 voix, soit 11 % des suffrages exprimés. Il fait ainsi élire 220 délégués sur 2 853 à l'Assemblée nationale constituante du Parti démocrate. Le scrutin voit la victoire du maire de Rome Walter Veltroni avec plus de 75 % des voix.
Il défend notamment plus de libre marché, une sévère discipline budgétaire et un grand plan de privatisations. Il par ailleurs opposé à l’entrée du PD au sein du Parti socialiste européen.

#### Numéro deux de Bersani
Après la défaite du PD aux élections générales anticipées d'avril 2008, au cours desquelles il est réélu député en Lombardie, il devient ministre du Travail dans le « gouvernement fantôme » du PD, mis en place par Veltroni.
La défaite du centre gauche aux élections régionales de février 2009 en Sardaigne pousse le secrétaire du parti à la démission et la convocation d'une primaire le 25 octobre suivant. Letta apporte son soutien à l'ancien ministre Pier Luigi Bersani, qui l'emporte dès le premier tour avec 53 % des voix. Le 7 novembre, Bersani propose à l'Assemblée nationale de nommer Letta vice-secrétaire. Il succède ainsi à Dario Franceschini, qui avait laissé cette fonction vacante après la démission de Veltroni.

## Président du Conseil

### Grande coalition

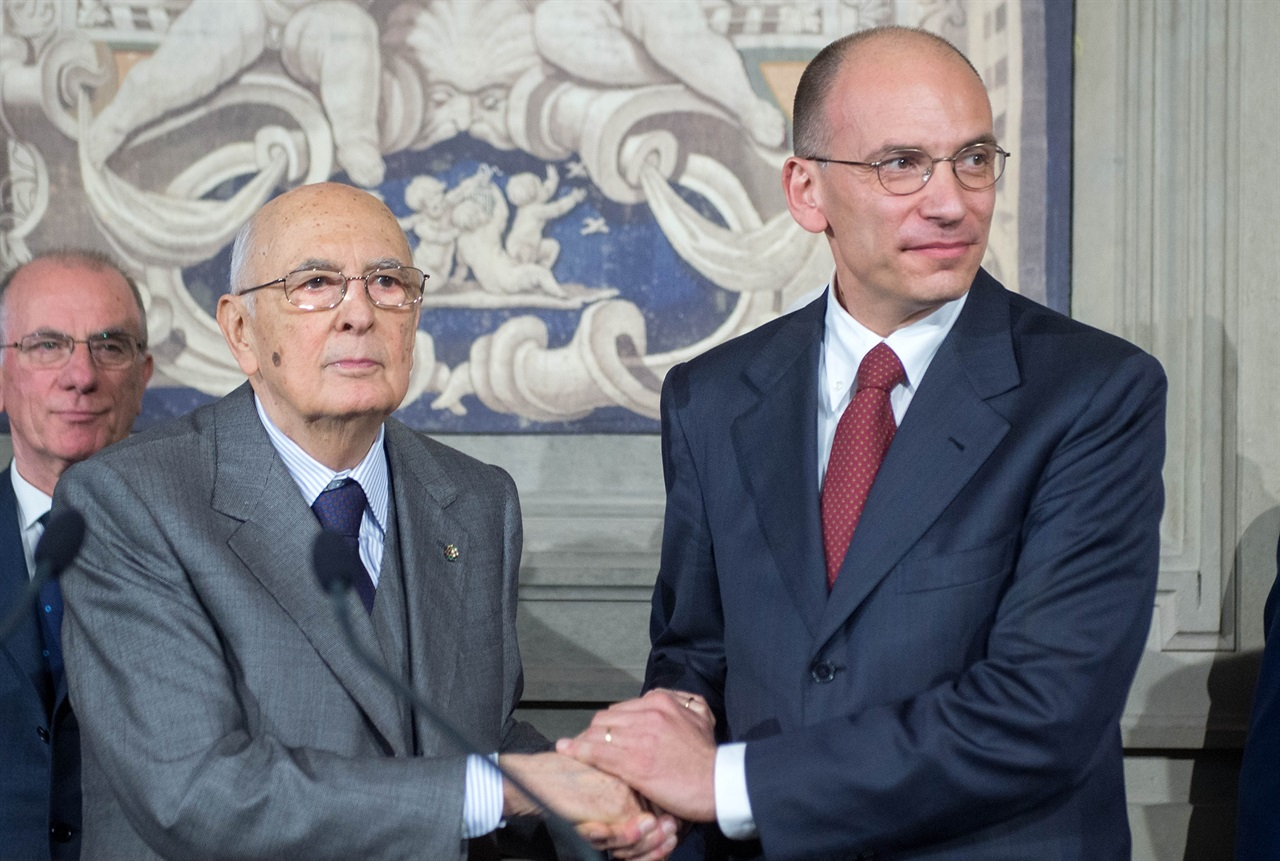
Giorgio Napolitano et Enrico Letta au Quirinal, en avril 2013.

Les élections générales des 24 et 25 février 2013 ayant été remportées à la Chambre des députés par le centre gauche, mais n'ayant fait apparaître aucune majorité claire au Sénat de la République, Pier Luigi Bersani, le chef de la coalition Italie. Bien commun, tente, sans succès, de constituer un gouvernement. Cet important blocage politique conduit, au mois d'avril, à la réélection du président de la République sortant, Giorgio Napolitano.
Pressenti, avec l'ancien président du Conseil de centre gauche Giuliano Amato, pour prendre la succession de Mario Monti, Enrico Letta est reçu le 24 avril 2013 au palais du Quirinal par Napolitano, qui le charge de former un gouvernement d'union nationale, alliant le PD, Le Peuple de la liberté (PdL, droite) et le Choix civique pour l'Italie (SC, centre). Il accepte cette responsabilité « avec réserve » conformément à la tradition italienne,
Lors d'une allocution postérieure à sa désignation, il juge que « la situation actuelle ne peut plus durer, en Italie, comme en Europe, car les politiques d'austérité ne suffisent plus ». Il promet donc de former « un gouvernement au service du pays »,,,.
Selon la presse italienne, le programme du prochain gouvernement, préparé par le président Napolitano lui-même, comprend une série de réformes institutionnelles, économiques et sociales, le chef de l'État appelant, quant à lui, l'ensemble des partis à soutenir la politique du prochain gouvernement.

### Gouvernement de poids lourds, féminisé et renouvelé

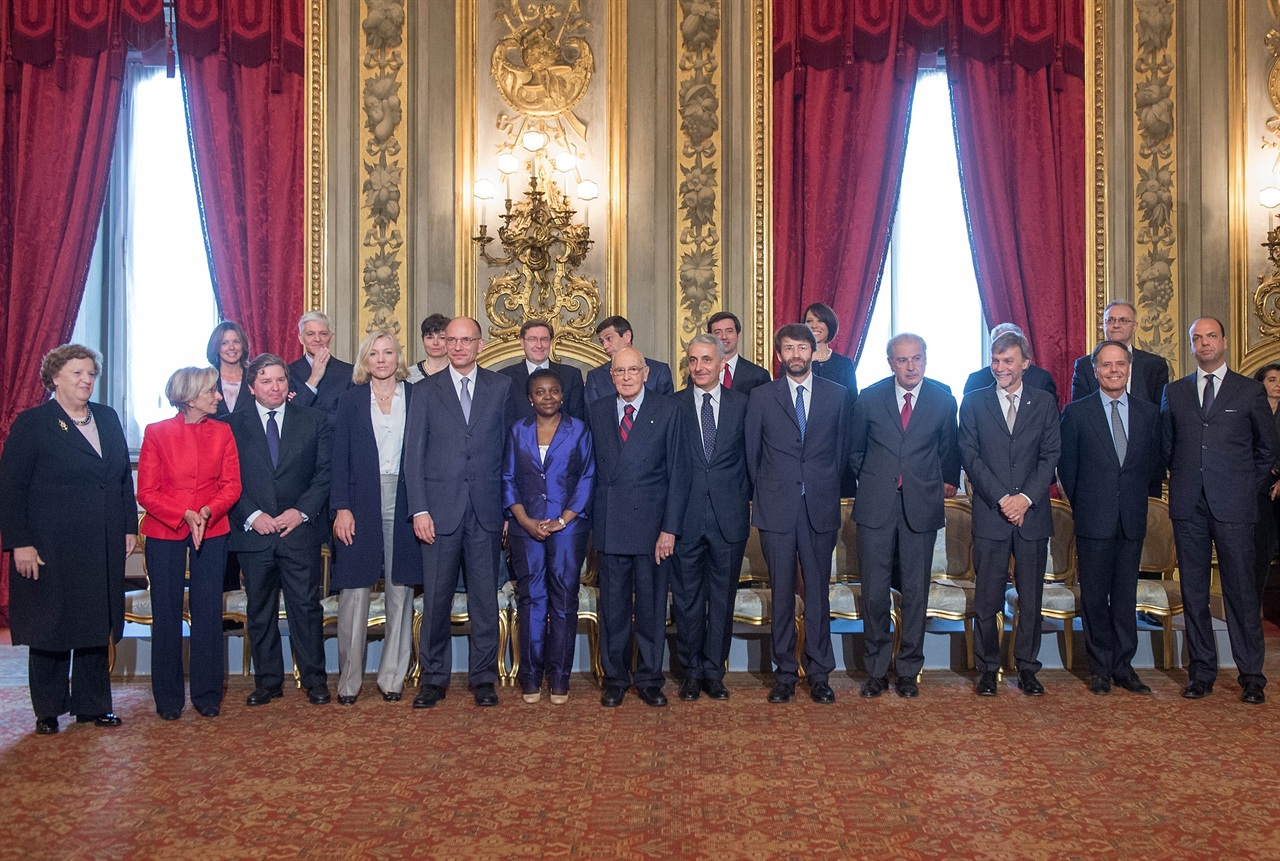
Le gouvernement Letta, lors de sa prestation de serment, le 28 avril 2013, au palais du Quirinal.

Le 27 avril, Enrico Letta présente son gouvernement, lors d'une conférence de presse, depuis le palais du Quirinal.
Dans ce cabinet d'union, sont nommées de nombreuses figures politiques, comme Angelino Alfano, vice-président du Conseil et ministre de l'Intérieur, l'ancienne commissaire européenne Emma Bonino, ministre des Affaires étrangères, la ministre sortante de l'Intérieur, Annamaria Cancellieri, ministre de la Justice, le directeur général de la Banque d'Italie, Fabrizio Saccomanni, ministre de l'Économie et des Finances, le directeur général de l'Institut national de statistique (ISTAT), Enrico Giovannini, ministre du Travail, et l'ancien vice-secrétaire du PD, Dario Franceschini, ministre pour les Relations avec le Parlement.
Le gouvernement voit également l'arrivée de jeunes responsables, comme Nunzia De Girolamo (PdL), 37 ans, ministre de l'Agriculture ; Andrea Orlando (PD), 44 ans, ministre de l'Environnement ; ou encore Beatrice Lorenzin (PdL), 41 ans, ministre de la Santé. De nouveaux parlementaires font par ailleurs leur apparition, comme Maria Chiara Carrozza, ministre de l'Éducation et rectrice d'université, Josefa Idem, ministre pour l'Égalité des chances et ancienne championne olympique, Cécile Kyenge, ophtalmologue et première personne de couleur nommée au gouvernement, ministre pour l'Intégration.
Les membres du gouvernement Letta prêtent serment le 28 avril, devant le président de la République, au palais du Quirinal.

### Discours réformiste et pro-européen

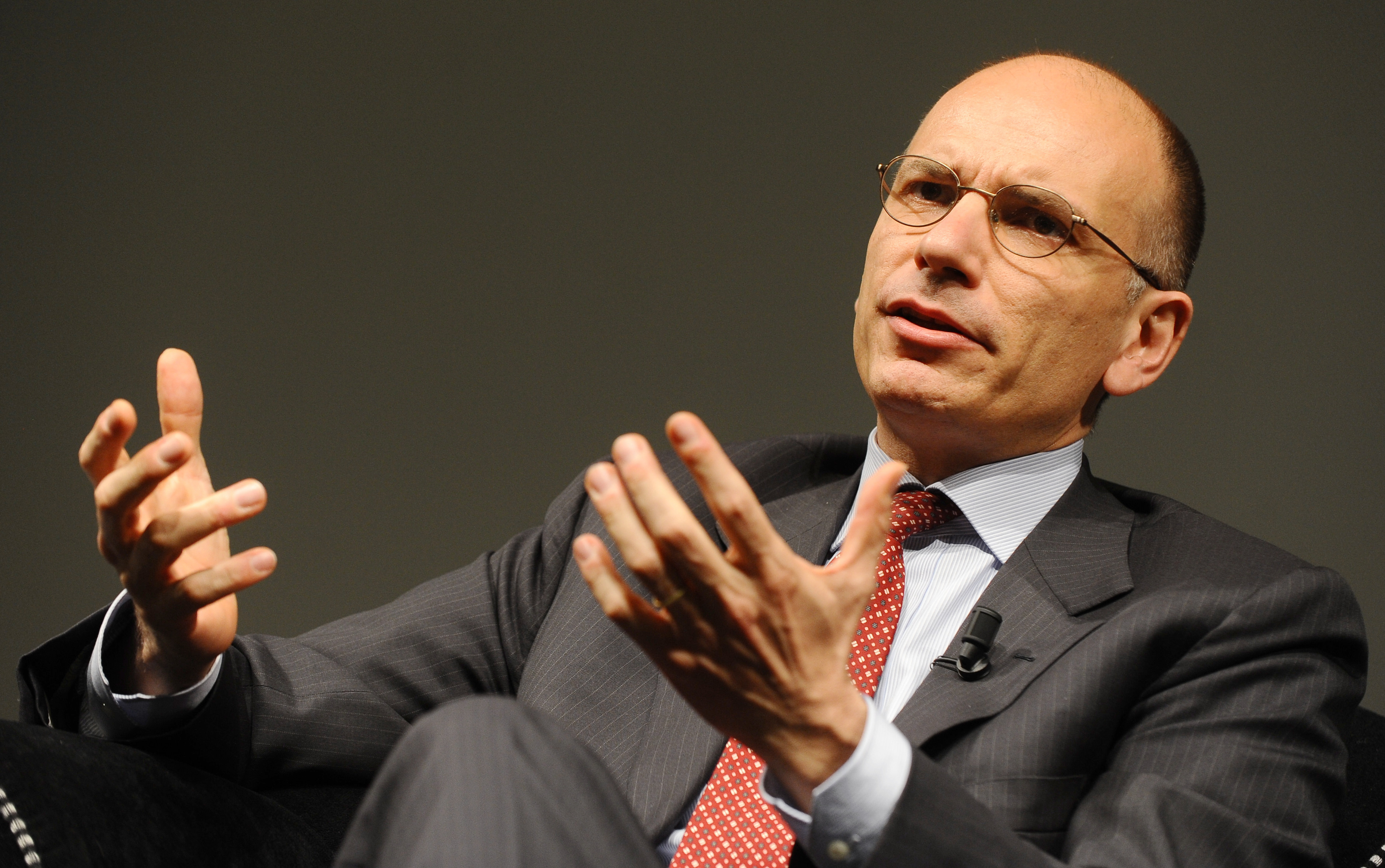
Enrico Letta, lors du Festival de l'Économie de Trente, en Italie, le 1 juin 2013.

Le lendemain, Enrico Letta prononce son discours de politique générale devant la Chambre des députés, durant lequel il déclare que l'emploi sera « la priorité de l'agenda gouvernemental ». D'autre part, le nouveau chef du gouvernement évoque l'Union européenne, qui, selon lui, « [souffrirait] d'un manque de légitimité et d’efficacité », dans un contexte difficile pour les citoyens, et promet une tournée diplomatique dans les trois grandes capitales européennes que sont Berlin, Bruxelles et Paris ; le président du Conseil qui, par ailleurs, promet une réforme de la loi électorale de 2005, responsable, selon la classe politique comme la presse transalpine, de la situation de blocage politique vécue par le pays, menace, comme le président Napolitano lors de son discours d'investiture du 22 avril, de remettre immédiatement la démission du gouvernement si des réformes institutionnelles ne devaient pas être assumées par les partis politiques.
À l'issue de ce discours, le gouvernement Letta obtint la confiance de la Chambre de 453 députés contre 153. Le lendemain, le cabinet d'union nationale se voit conforté par la confiance de 233 sénateurs contre 59.
Le 17 mai, lors d'une conférence de presse, Enrico Letta a annoncé la suspension provisoire de la taxe sur la résidence principale. Cette mesure était une promesse phare de l'ex-chef du gouvernement et meneur du centre droit, Silvio Berlusconi, durant la campagne des élections générales du mois de février. Cet impôt, fort impopulaire, avait été rétabli par le gouvernement technique de Mario Monti en 2012, dans le dessein de voir les finances publiques se redresser,.
Les 26 et 27 mai, puis les 9 et 10 juin, le gouvernement connaît son premier scrutin avec les élections municipales, remportées, dans une majorité de grandes villes, par le centre gauche, comme Rome, qui sera gouvernée par le sénateur démocrate Ignazio Marino. Si le parti du président du Conseil sort victorieux de ce scrutin, celui-ci est marqué par une forte abstention, conséquence, selon la presse politique italienne, du désenchantement des citoyens, déçus par l'austérité et la corruption,.
Il promet en novembre 2013 à la Commission européenne des privatisations à hauteur de 12 milliards d'euros pour l'année à venir.

### Crise d'octobre 2013

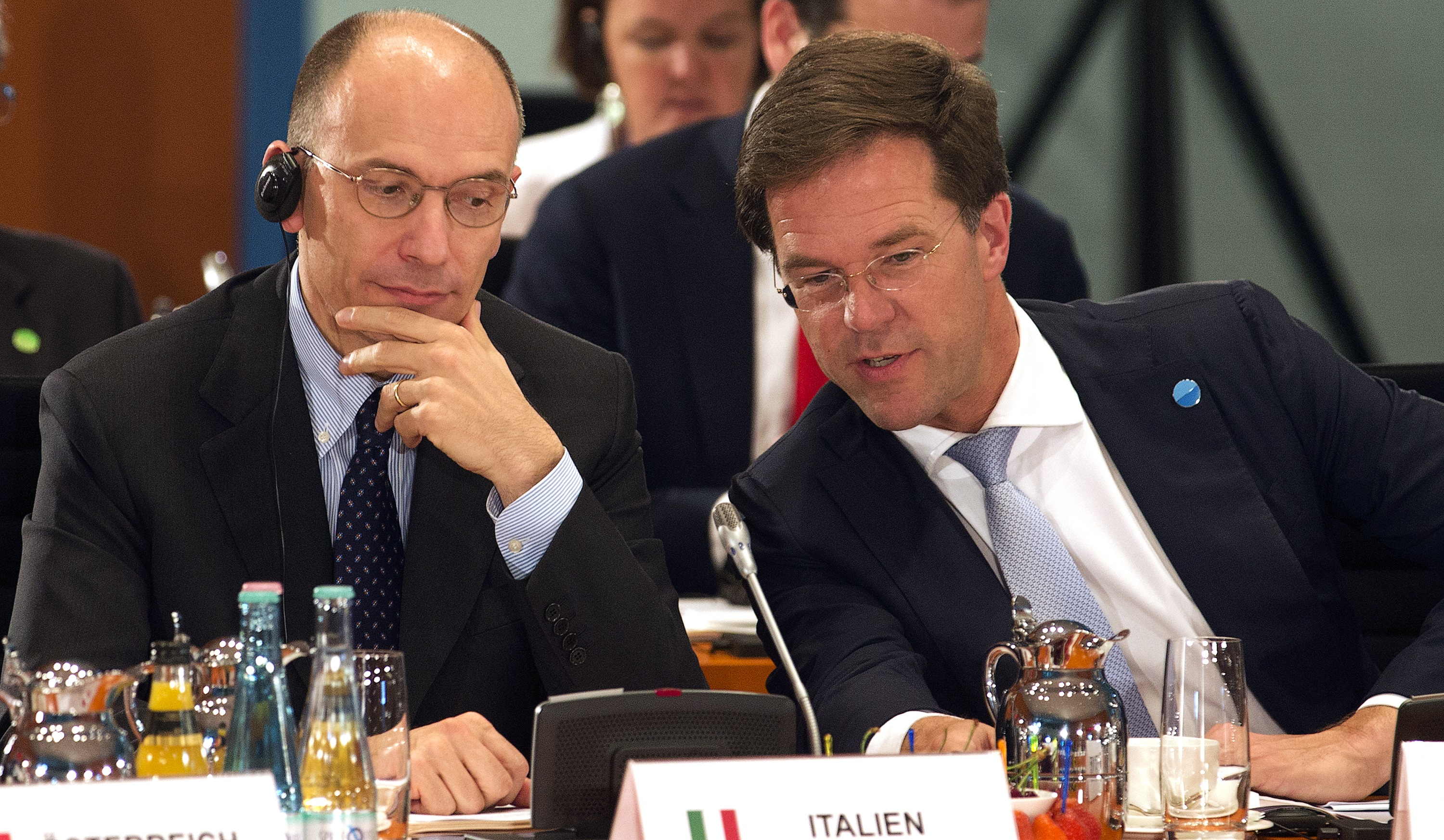
Letta aux côtés Mark Rutte à un sommet européen en 2013.

#### Démission des ministres du PdL
Le 28 septembre, le président du Conseil, n'étant guère parvenu à convaincre les cinq ministres issus du PdL d'approuver de nouvelles mesures de rigueur budgétaire, telle une hausse de la TVA, lors d'un conseil des ministres, demande à consulter le Parlement sur cette question,. Ces cinq ministres annoncent, par la voix du vice-président du Conseil, Angelino Alfano, leur démission, souhaitant quitter le gouvernement d'union, dans l'objectif de pouvoir dénoncer la probable destitution de Silvio Berlusconi, l'ancien chef du gouvernement étant menacé de voir son mandat de sénateur confisqué puisqu'ayant été condamné par la Justice pour fraude fiscale, une condamnation confirmée par la Cour de cassation.
Son cabinet se trouvant menacé par une telle situation, le chef du gouvernement, condamnant sévèrement le « geste fou » du sénateur Berlusconi et de ses amis, s'en remet à Giorgio Napolitano, qui, préférant éviter une nouvelle dissolution parlementaire, est chargé de trouver une alternative institutionnelle et d'éviter une nouvelle crise politique à la Péninsule.

#### Confiance des chambres et scission au PdL
Se présentant le 2 octobre devant le Sénat de la République afin d'en solliciter la confiance, Letta prononce un discours volontairement dramatique, parlant de risque fatal pour l'Italie si le gouvernement devait tomber. Alors que Le Peuple de la liberté est au bord de la scission, Alfano s'opposant à Berlusconi sur l'attitude à adopter, l'ancien président du Conseil se range in extremis derrière l'opinion du ministre de l'Intérieur et annonce le soutien de ses sénateurs au gouvernement Letta, qui remporte largement le scrutin avec 230 voix favorables, contre 70 oppositions.
Cinq jours plus tard, un sondage accorde 32 % d'intentions de vote au Parti démocrate, en hausse de quatre points, tandis que Le Peuple de la liberté perd six points en recueillant à peine 20 % ; quant à la cote de confiance d'Enrico Letta, elle s'établit à 57 % chez les électeurs du centre gauche, contre 53 % pour Matteo Renzi, maire de Florence et candidat au poste de secrétaire du PD.
Le 16 novembre suivant, Alfano annonce son départ du PdL, que Berlusconi entend refonder en Forza Italia, avec les autres ministres issus du parti et environ une cinquantaine de parlementaires sur les 200 que compte la formation. Il indique avoir l'intention de fonder un nouveau mouvement, baptisé Nouveau Centre droit (NCD). Selon La Stampa, cette décision conduit Letta à s'appuyer sur une majorité plus réduite, mais plus soudée puisque la question du soutien au gouvernement était la principale source de tensions internes au PdL ; le journaliste politologue Marcello Sorgi estime pour sa part que le président du Conseil va se trouver confronté à une opposition plus forte, Berlusconi entrant en concurrence avec le dirigeant du Mouvement 5 étoiles (M5S) Beppe Grillo.

### Démission contrainte

#### Matteo Renzi secrétaire du PD
Au soir de la victoire de Matteo Renzi à la primaire du Parti démocrate du 8 décembre 2013, Letta affirme que « avec Renzi, nous travaillerons ensemble, avec l'esprit d'équipe ». Cinq jours plus tôt, les deux responsables s'étaient interpellés par médias interposés, Renzi posant des conditions au maintien de la coalition au pouvoir que Letta considérait comme déjà existantes ; le président du Conseil expliquant par ailleurs qu'avant le vote de confiance parlementaire prévu le 11 décembre, il avait l'intention de s'entretenir avec les chefs des partis de sa majorité, dont le futur secrétaire du PD.
Le 27 janvier 2014, la ministre des Politiques agricoles, alimentaires et forestières, Nunzia De Girolamo, impliquée dans un scandale, présente au chef du gouvernement sa démission ; celui-ci décide alors d'assumer provisoirement les fonctions de ministre chargé de l'agriculture.

#### Éviction par la direction du PD
Le 13 février 2014, la direction nationale du PD approuve la motion de son secrétaire Matteo Renzi, réclamant la formation d'un nouveau gouvernement. Quelques heures plus tard, Enrico Letta annonce avoir l'intention de remettre le lendemain sa démission au président de la République. Il est reçu le lendemain au palais du Quirinal par le chef de l'État, qui accepte le renoncement du président du Conseil à ses fonctions. Renzi prend sa succession huit jours plus tard, le 22 février.

## Après la présidence du Conseil

### Carrière d’enseignant
Le 19 avril 2015, il démissionne de la Chambre des députés pour prendre la tête de l'École des affaires internationales de Sciences Po Paris à partir du 1er septembre de la même année. Il ne renouvelle alors pas son adhésion au Parti démocrate, qu'il annonce reprendre en mars 2019, après l'élection de Nicola Zingaretti au secrétariat du PD. Le mois précédent, il avait annoncé soutenir ce dernier dans le cadre de la primaire du Parti démocrate, et avait affirmé sa certitude que le parti remporterait un score plus élevé aux élections européennes de mai que les 17 % indiqués par les sondages. Le jour du scrutin, les démocrates recueillent effectivement 22 % des voix.
En avril 2020, il est proposé par Joseph Oughourlian d'Amber pour prendre un siège au conseil de surveillance de Lagardère.
Le 18 avril 2024, il annonce sa candidature à la direction de Sciences Po.

### Retour en politique

#### Secrétaire du Parti démocrate
À la suite de la démission de Nicola Zingaretti, le nom d'Enrico Letta est évoqué pour lui succéder à la direction du Parti démocrate. Il fait son retour à Rome le 11 mars 2021 et confirme dans une vidéo publiée sur les réseaux sociaux avoir l'intention de postuler au secrétariat du PD, une candidature qu'il explique « par amour de la politique et passion pour les valeurs démocratiques » et qu'il souhaite présenter lors de la réunion de l'Assemblée nationale du Parti démocrate trois jours après. Bénéficiant du soutien de Zingaretti, il indique que « ce que nous devons éviter, c’est que le PD devienne comme le PS français, dont l’aile droite est partie avec Macron quand l’aile gauche est allée vers Mélenchon. ».
Il est effectivement élu secrétaire du PD le 14 mars suivant par 860 voix pour, deux contre et quatre abstentions. Lors de son discours de prise de fonction, il revendique le soutien et la participation au gouvernement Draghi, et indique vouloir reconstruire la coalition de centre gauche en discutant avec tous les partis concernés, notamment celui de Matteo Renzi. Une fois cette alliance rebâtie, il souhaite ouvrir le dialogue avec le Mouvement 5 étoiles, dont il salue « affectueusement » le futur chef Giuseppe Conte.

#### Échec aux élections générales et retrait annoncé
Après la chute du gouvernement de large entente de Mario Draghi et la convocation des élections générales anticipées pour le 25 septembre 2022, Enrico Letta s'attache à former une coalition de centre gauche devant éviter la victoire de la coalition de centre droit annoncée par les sondages, mais échoue : le 7 août, le chef de file d'Action, Carlo Calenda, rompt son pacte avec le Parti démocrate à peine six jours après l'avoir conclu en raison de l'inclusion de l'Alliance verts et gauche (AVS) et d'Engagement civique (IC) — de Luigi Di Maio — au sein de l'alliance.
Peu charismatique, Enrico Letta mène principalement campagne en dénonçant le risque que l'extrême droite arrive au pouvoir en Italie, en cherchant à préserver l'image de parti raisonnable et de gouvernement du Parti démocrate et en mettant l'accent sur les droits civiques, sans proposition réellement forte et éloignée du quotidien des Italiens. En fin de campagne, il défend la mise en place d'un salaire minimum au niveau national,.
Les résultats marquent un échec du Parti démocrate, qui remporte environ 19 % des voix, et de sa coalition, qui en totalise 26 %, soit dix-huit points de retard sur l'alliance des droites de Giorgia Meloni. Il affirme alors que son parti exercera une « opposition dure » et sera particulièrement vigilant sur la place de l'Italie au sein de l'Union européenne, avant d'annoncer son intention de convoquer un congrès du PD, auquel il ne sera pas candidat à sa succession.

## Décorations
- Commandeur de la Légion d'honneur (décret du 25 mars 2016[47])